# 天野喜久代
天野 喜久代（あまの きくよ、本名：新井 ふく、1897年（明治30年）8月24日 - 1945年（昭和20年）3月10日）は、昭和初期の歌手、女優。

## 経歴
千葉県佐倉市出身。日本橋高等女学校卒業。
1913年（大正2年）に帝劇歌劇部二期生として入部し、1914年（大正3年）2月より舞台に出演。1916年（大正5年）5月に帝劇洋劇部が解散、その後伊庭孝、佐々紅華らの主催する歌舞劇協会、東京歌劇座を経て浅草オペラで活躍。
東京音楽学校で教えていたハンカ・ペツォールドに声楽を師事していたため基礎ができており、浅草オペラ凋落後の1929年（昭和4年）1月25日ほか浅草電気館レビューで活躍する傍ら東京の松竹少女歌劇団の声楽教師に就く。同年6月頃、電気館レビューは電気館所有者と揉め解散。
1928年（昭和3年）3月19日、ニッポノホン（現日本コロムビア）に二村定一と吹き込んだ「アラビヤの唄」（同年4月リリース）は爆発的なヒットとなる。のち「青空」「赤い翼」「ハレルヤ」「想い出」などのアメリカのジャズミュージックを翻訳したヒット作を放ち、二村や佐藤千夜子とともに日本におけるポピュラー音楽の開拓者として大きな足跡を残している。ジャズシンガー川畑文子の初訪日の際にはその後見人としてコロムビアから送り出されるなど次世代への育成、指導も積極的だった。
1935年（昭和10年）ごろに吹き込んだレコードが最後のレコードであると思われる。
1945年（昭和20年）3月10日の東京大空襲で焼死したとも（*当時は多くの芸能人も被害に遭っていた）、精神病にかかり窮死したとも言われており、その死は判然としない。

## 代表曲
- 「茶目子の一日」（1919年）
- 「アラビヤの唄」（1927年）*二村定一とのデュエット。
- 「私の青空」（1927年）*二村定一とのデュエット。1970年ロバート・アルトマン監督のアメリカ映画「M★A★S★H マッシュ」の挿入歌に使用された。
- 「浅草行進曲」（1928年）*二村定一とのデュエット。
- 「新銀座行進曲」（1928年）
- 「黒い眸よいまいづこ」（1929年）
- 「月光価千金」（1930年）*榎本健一版とは歌詞が異なり、あくまで日本語訳としての歌詞。歌ったのは最初である。
- 「モン・パパ」（1930年）
- 「赤い翼」（1931年）*ソロとして最もヒットした曲。
- 「チャッカリしてるわね」（1931年）
- 「福島行進曲」（1931年）作詞：野村俊夫 作曲：古関裕而
- 「人生はかない」（1931年）*バートン・クレーンとのデュエット。
- 「夜中の銀ブラ」（1931年）*バートン・クレーンとのデュエット。
- 「朗らかに泣け」…松竹映画主題歌。
- 「ゴールインの唄」

## 天野喜久代を演じた女優
- 山田麗 - NHK連続テレビ小説『エール』、役名は川野三津代